# 卡洛斯烘焙坊

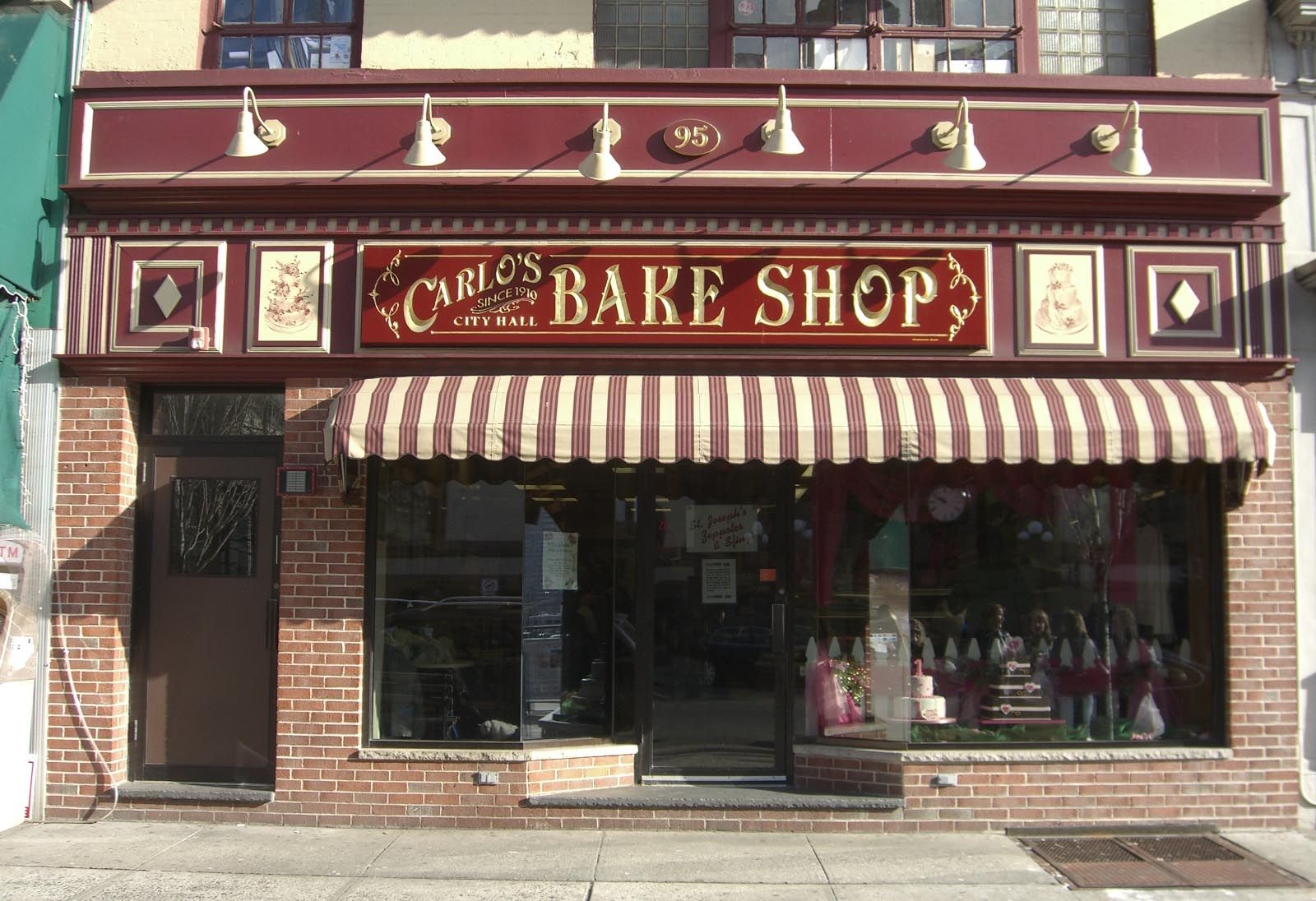
卡洛斯烘焙坊

卡洛斯烘焙坊（英語：Carlo's Bake Shop），是一間位於美國紐澤西州霍博肯市的百年烘焙坊。經營者是巴迪·瓦拉索。該店亦為旅遊生活頻道（TLC）所播出的真人實境秀《蛋糕天王》的主要拍攝地。

## 歷史
成立於1910年。

## 外部連結
- Carlo's Bake Shop（页面存档备份，存于）

40°44′14″N 74°01′51″W / 40.73715°N 74.03078°W